# Dasyvalgus nigromaculatus
Dasyvalgus nigromaculatus är en skalbaggsart som beskrevs av Moser 1908. Dasyvalgus nigromaculatus ingår i släktet Dasyvalgus och familjen Cetoniidae. Inga underarter finns listade i Catalogue of Life.